# Mario Luraschi

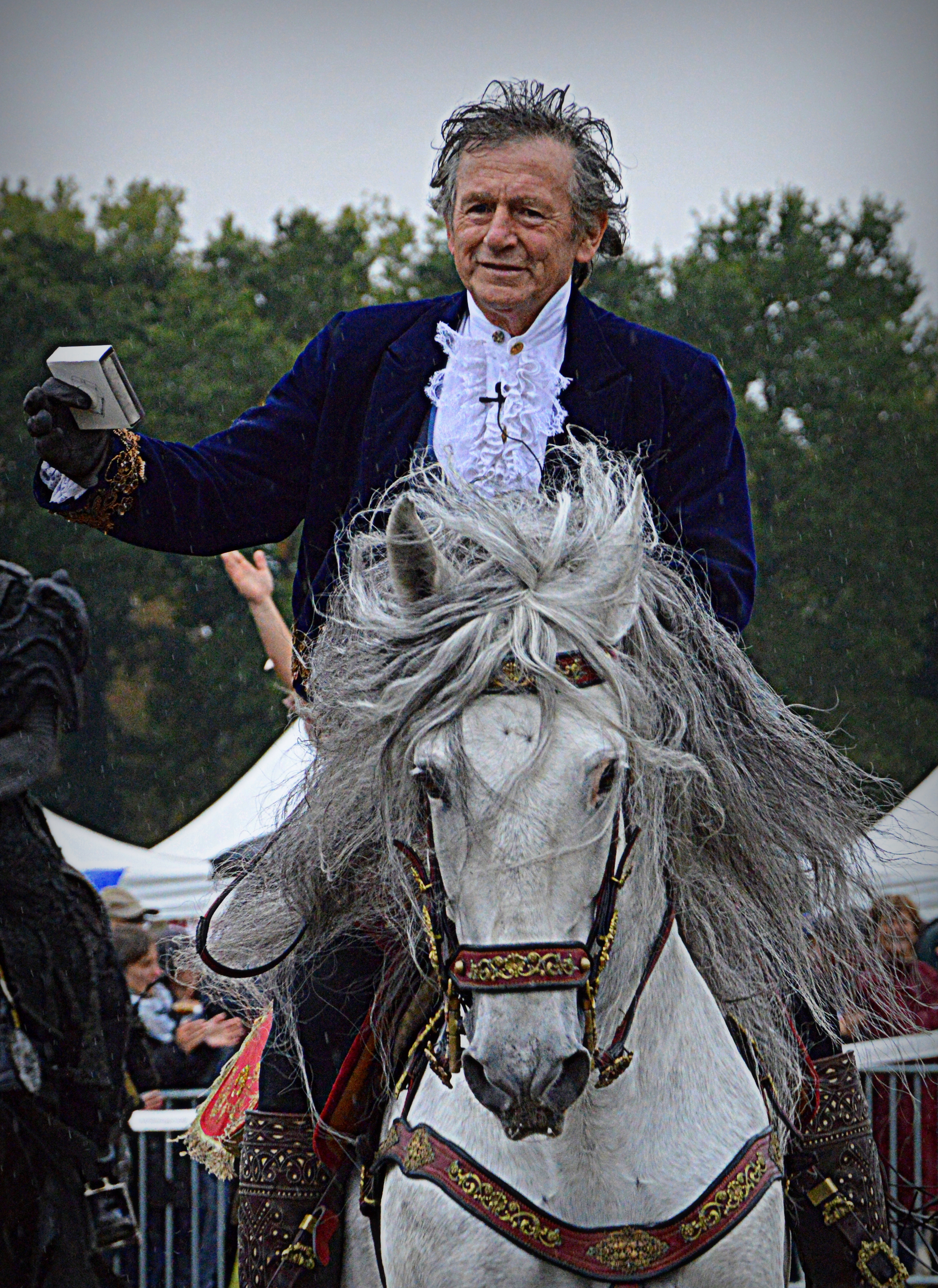
Mario Luraschi 2014

Mario Luraschi (* 11. Dezember 1947 in Binago, Italien) ist ein italienischer Stuntman, Reiter, Pferdetrainer und Fachbuchautor. Er ist bekannt für seine Arbeit mit Pferden für das französische wie das ausländische Kino.

## Werdegang
Schon im Alter von 18 Jahren zeigte sich seine große Leidenschaft für die Indianer Nordamerikas. Er beteiligte sich an der Gründung des Freizeitparks La Vallée des Peaux Rouges (dt.: "Das Tal der Rothäute") in Fleurines. Der Park wurde 1966 eröffnet und 1988 geschlossen.
1991 veröffentlichte er in Zusammenarbeit mit Annie Lorenzo und Eveline Hubert sein Buch Mes secrets de dressage: traité d'équitation efficace von Mario Luraschi.
Bekannt geworden ist er durch seine Arbeiten bei den Filmen Asterix und Obelix gegen Caesar von 1999, Der Pakt der Wölfe 2001 und Die Gebrüder Grimm 2005. Er erhielt 2003 die Silbermedaille der Ligue de la Protection du Cheval (LFPC), auf Deutsch: Pferdeschutz-Liga, einem 1850 gegründeten französischen Tierschutzverein speziell für Pferde.
Luraschi betreibt eine Pferdesportanlage mit 30 Pferden in Ermenonville in der Nähe von Paris. Sein Sohn Marco Luraschi wurde um 2001 geboren. Dieser ist ebenfalls Stuntman und trat als Kinderdarsteller in dem Film Jappeloup – Eine Legende auf.

## Stunt-Truppe Cavalcade
In den 1970er Jahren gründete Luraschi die französische Stuntgruppe Cavalcade EURL, die sowohl beim Film als auch live bei Pferdeshows auftritt. Seit 2005 tritt Cavalcade beim Kaltenberger Ritterturnier auf. Seit den 2000er Jahren tritt die Gruppe in der Spanischen Arena im Europapark Rust auf.
Luraschi plant die Leitung der Truppe an seinen Sohn Marco Luraschi zu übergeben. Stunt-Regisseur der Truppe ist der französische Stuntman Frédéric Laforet.

## Filmografie
- 1978: Quand flambait le bocage, Téléfilm von Claude-Jean Bonnardot
- 1985: Diesel von Robert Kramer
- 1986: Twist Again in Moskau, Jean-Marie Poiré
- 1986: Catherine (1986) von Marion Sarraut
- 1988: Der Bär, Jean-Jacques Annaud
- 1989: Die Französische Revolution, Robert Enrico
- 1991: Lucky Luke
- 1992: Le Cheval venu de la mer, Mike Newell
- 1993: Louis, enfant roi, Roger Planchon
- 1994: D’Artagnans Tochter, Bertrand Tavernier
- 1995: Der Husar auf dem Dach, Jean-Paul Rappeneau
- 1997: Duell der Degen, Philippe De Broca
- 1999: Astérix und Obélix gegen Caesar
- 1999: Jeanne d’Arc
- 2000: Die Witwe von Saint-Pierre, Patrice Leconte
- 2001: Just Visiting, Jean-Marie Poiré
- 2001: Pakt der Wölfe, Christophe Gans
- 2002: Le Frère du guerrier, Pierre Jolivet
- 2003: Fanfan der Husar, Gérard Krawczyk
- 2004: Blueberry und der Fluch der Dämonen, Jan Kounen
- 2005: Die Gebrüder Grimm, Terry Gilliam
- 2006: Bandidas, Joachim Rønning, Espen Sandberg
- 2007: Jacquou le croquant, Laurent Boutonnat
- 2013: Jappeloup – Eine Legende, Christian Duguay

## Bücher
- 1991: Mes secrets de dressage: traité d'équitation efficace von Mario Luraschi in Zusammenarbeit mit Annie Lorenzo und Eveline Hubert[1]